# 바수미트라
바수미트라 또는 수미트라는 제4대 숭가 황제로, 기원전 131년부터 124년까지 숭가 제국을 다스렸다. 그는 아그니미트라 황제와 그의 황후인 다리니의 아들이었고, 바수지예슈타 황제의 형제 또는 이복 형제이자 아그니미트라 황제의 세 번째 부인인 말라비카 황후의 의붓아들이었다.

## 생애

### 어린 시절
칼리다사는 말라비카니미트람 5막 14절에서 바수미트라가 할아버지 푸시야미트라 숭가가 풀어준 희생마를 지키고 인더스강 유역에서 요나(인도-그리스인)의 기병대를 물리쳤다고 말한다. 아들 바수미트라의 승리 소식을 들은 다리니는 말라비카에게 상을 주겠다고 약속하고 황제에게 그녀를 바치고 두 사람의 결합에 기꺼이 동의했다. 바수미트라의 승리는 그의 아버지 아그니미트라와 말라비카의 연합에 중요한 역할을 했다.
이렇게 황실의 사랑의 과정이 행복하게 끝난 후, 연극은 황제의 신하들 사이에서 일반적인 평화와 행복의 표현의 형태를 띠는 관습적인 바라타바키야로 마무리된다.

### 치세
사일렌드라 나트 센에 따르면, 바수미트라는 "왕이 된 후 쾌락에 몸을 바쳤다"고 한다. 그러나 우리는 숭가 왕조의 쇠퇴가 그의 통치 기간에 시작되었다는 것을 알고 있다. 기회를 감지한 정적들은 음모를 꾸미기 시작했다. 바나바타의 하르샤차리타는 그를 수미트라라고 언급하며 그가 드라마를 즐기다가 미트라데바(또는 일부 사본에 따르면 물라데바)에게 살해당했다고 전했다. 물라데바는 독립 코살라 공국의 창시자로 여겨지고 있다. 코살라의 분리 독립은 마가다 서쪽 영토에 대한 숭가의 지배권을 소멸시켰으며, 다른 통치자들의 반란과 독립 선언을 부추겼을 것이다. 판찰라, 카우삼비, 마투라 등이 그 예이다.

### 계승
푸라나 문헌들에 따르면 그는 안드라카, 안타카, 바가바드라 또는 바드라에 의해 계승되었다.